# Surian (plaats)
Surian is een bestuurslaag in het regentschap Sumedang van de provincie West-Java, Indonesië. Surian telt 2222 inwoners (volkstelling 2010).